# Sanie (Łódź)
Pour l’article homonyme, voir Sanie (Basse-Silésie).
Sanie est une localité polonaise de la gmina d'Aleksandrów Łódzki, située dans le powiat de Zgierz en voïvodie de Łódź.